# Ubajay
Ubajay é um município da província de Entre Ríos, na Argentina.